# Syngaméon
En biologie, on appelle syngaméon (du grec συγγάμος suggamos, uni par mariage) un ensemble d'espèces écologiquement et physiquement distinctes mais qui, par hybridation chronique, entretiennent des échanges de gènes réguliers.
Ce terme a été défini en 1918 par Johannes Paulus Lotsy.
L'histoire évolutive des chênes, par exemple, est ainsi façonnée par les processus de spéciation et d'hybridation, à l'intérieur de chacune de leurs huit grandes lignées. Ce phénomène leur procure un avantage sélectif en facilitant leur adaptation à de nouveaux milieux. 
Mais de ce fait chaque gène pris séparément peut avoir une histoire différente des autres, ce qui perturbe les études phylogénétiques basées sur peu de gènes.